# 黎秋玄
黎秋玄（1994年6月2日—），越南女子羽毛球運動員。

## 簡歷
2015年8月，黎秋玄出戰保加利亞公開賽，與范茹草合作贏得女子雙打冠軍。

## 主要比賽成績
只列出曾進入準決賽的國際賽事成績：
| 年份   | 賽事                   | 公開賽級別 | 項目     | 搭檔   | 成績   |
| ------ | ---------------------- | ---------- | -------- | ------ | ------ |
| 2012年 | 亞洲青年羽毛球錦標賽   | 其他       | 混合雙打 | 杜俊德 | 季軍   |
| 2013年 | 斯洛文尼亞羽毛球國際賽 | 國際系列賽 | 混合雙打 | 杜俊德 | 準決賽 |
| 2013年 | 希臘羽毛球國際賽       | 國際系列賽 | 混合雙打 | 杜俊德 | 準決賽 |
| 2015年 | 保加利亞羽毛球公開賽   | 國際系列賽 | 女子單打 | －     | 準決賽 |
| 2015年 | 保加利亞羽毛球公開賽   | 國際系列賽 | 混合雙打 | 范茹草 | 冠軍   |
| 2016年 | 羅馬尼亞羽毛球國際賽   | 國際系列賽 | 女子單打 | －     | 準決賽 |

| 2007-2017年 | 首要超級賽 | 超級賽 | 黃金大獎賽 | 大獎賽 | 國際挑戰賽 | 國際系列賽 | 未來系列賽 | 其他 |

| 2018-2026年 | 總決賽 | 超級1000賽 | 超級750賽 | 超級500賽 | 超級300賽 | 超級100賽 | 國際挑戰賽 | 國際系列賽 | 未來系列賽 | 其他 |